# National Museum of Naval Aviation

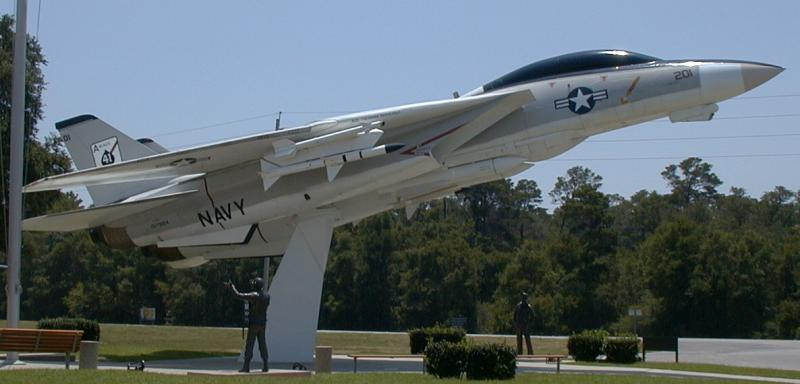
Altra vista dell'YF-14A Tomcat esposto davanti all'ingresso del National Museum of Naval Aviation.

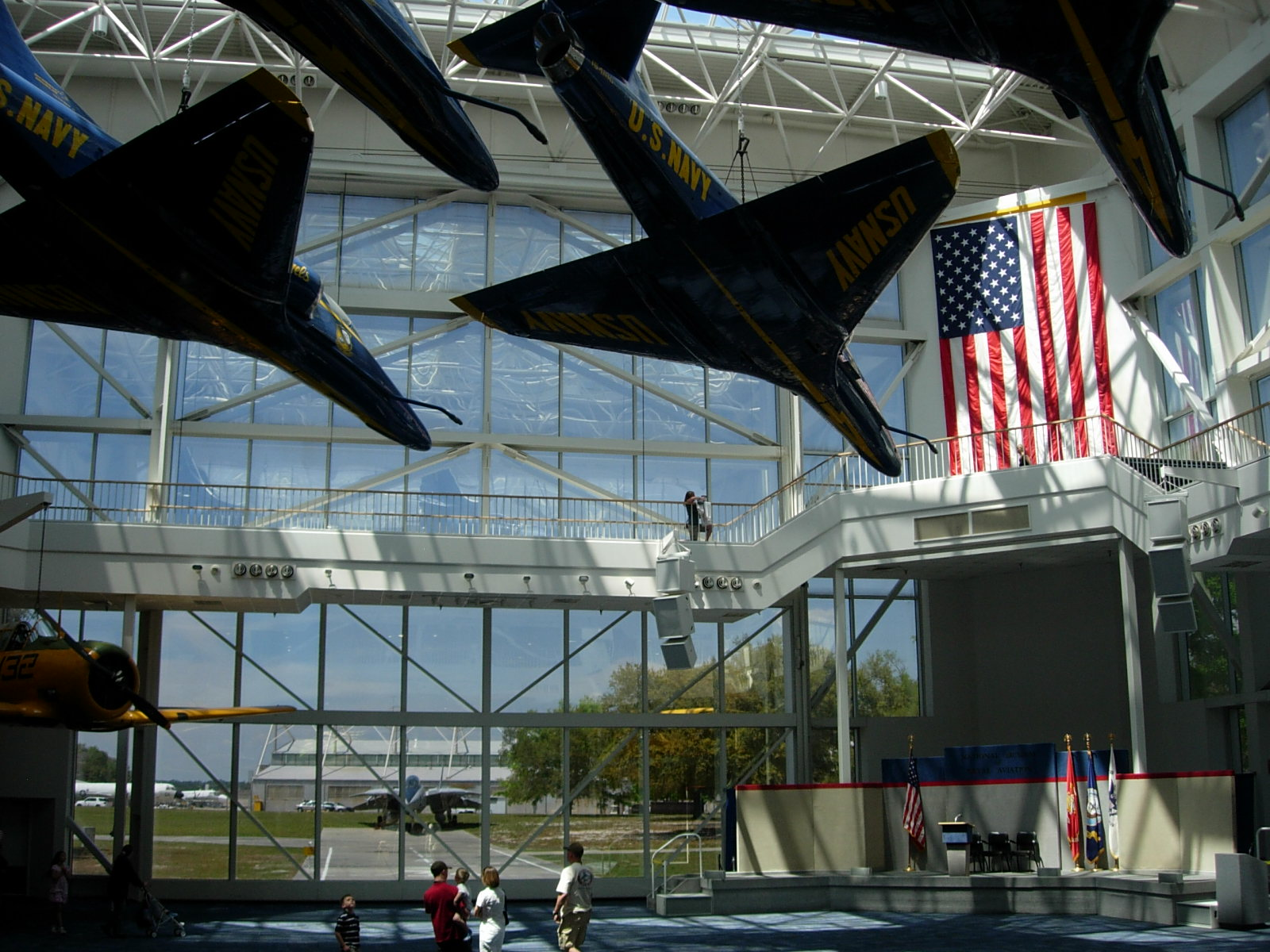
Il Blue Angel Atrium, sezione del National Museum of Naval Aviation dedicata alla pattuglia acrobatica. I velivoli sono 4 storici Douglas A-4 Skyhawk esposti nella formazione a diamante, una delle figure acrobatiche più famose.

Il National Museum of Naval Aviation  è un museo aeronautico situato a Pensacola, in Florida (Stati Uniti) ed è il museo ufficiale della componente aerea della United States Navy. Nelle sue sale sono esposti aerei ed elicotteri che hanno segnato l'evoluzione tecnologica dell'arma, tra cui esemplari unici come il Curtiss F9C Sparrowhawk, raro esempio di caccia parassita ed unico ad essere stato progettato per un uso esclusivo imbarcato su un dirigibile.
Attualmente risulta essere la più grande struttura museale dedicata all'aviazione di marina a livello mondiale ed uno dei musei più visitati della Florida

## Storia
Come suggerisce il nome, il National Museum of Naval Aviation è incentrato sulla storia, sullo sviluppo ed sui mezzi utilizzati dall'aviazione navale statunitense includendo la U.S. Navy, lo U.S. Marine Corps e la U.S. Coast Guard. Benché i velivoli fossero stati assegnati alla base per preservarli già dal periodo interbellico, l'US Navy sentì la necessità di raggruppare gli aerei preservati, molti dei quali all'aperto, e agli inizi degli anni Sessanta decise di riunirli presso la Naval Air Station di Pensacola, inaugurata nel 1914, considerata la culla dell'aviazione imbarcata americana. Ricorrendo a finanziamenti privati venne costruito l'edificio principale del museo, che fu aperto al pubblico nel 1962.

## Spazio espositivo
Nel suo spazio espositivo sono ben 150 gli esemplari visibili tra gli aerei ed i veicoli spaziali tra i quali quattro Douglas A-4 Skyhawk della pattuglia acrobatica della U.S. Navy Blue Angels (i Blue Angels sono basati presso la NAS Pensacola), il Curtis NC-4 (il primo aereo che ha attraversato l'oceano Atlantico), elicotteri della U.S. Coast Guard, biplani, una K-47 gondola di controllo e la pinna caudale del dirigibile K-47, l'aereo da addestramento con il quale l'ex-presidente degli Stati Uniti d'America George H. W. Bush venne addestrato al pilotaggio, ed il Lockheed S-3 Viking utilizzato per trasportare l'ex presidente George W. Bush alla portaerei USS Abraham Lincoln nel 2003 (vedi anche Navy One). Questi mezzi aerei storici sono in esposizione sia all'interno della struttura museale, della superficie di 300 000 ft² (30 000 m²), che nello spazio esterno alla struttura che consta di 37 acri.

### Periodo di apertura
Il museo è visitabile dalle 09:00 alle 17:00 tutti i giorni dell'anno tranne il Giorno del Ringraziamento, il 25 dicembre per la festività natalizia ed il 1º gennaio. Sia il parcheggio che l'ingresso al museo sono gratuiti, tuttavia è possibile fare una donazione spontanea. Al contrario, alcune mostre organizzate all'interno del museo e le attività legate al teatro ed alle proiezioni IMAX, hanno una tariffa di ingresso.

### Attività correlate
Oltre alla mostra, il museo gestisce un IMAX theatre, un negozio specializzato in cui è possibile acquistare materiale bibliografico, gadget e merchandising, ed un centro di ristorazione dotato di caffetteria.
Inoltre il museo è sede della National Flight Academy (Accademia Nazionale di volo) e, in collaborazione con i distretti scolastici di Escambia e Santa Rosa, di un corso di approfondimento settimanale indirizzato agli studenti dal 7th (settimo) al 12th (dodicesimo) grade (grado) per l'apprendimento e l'importanza della conoscenza di materie scientifiche e della matematica per la carriera nel settore aerospaziale. L'Accademia ha recentemente pianificato l'espansione della struttura di ulteriori 245 000 ft² (32 800 m²) per realizzare nuove aule didattiche ed un dormitorio atti ad ospitare gli studenti durante il loro soggiorno.
Sempre che le condizioni atmosferiche lo permettano, sono previste inoltre dimostrazioni da parte della pattuglia acrobatica Blue Angels tutti i martedì e mercoledì mattina nel periodo tra marzo e novembre, integrate nell'attività di allenamento. Un calendario di massima può essere consultato presso il sito ufficiale della pattuglia acrobatica. Il museo è provvisto di un'area di visualizzazione per i visitatori che permette di poter vedere il team all'opera durante la pratica delle figure acrobatiche. Successivamente i componenti della pattuglia acrobatica sono disponibili per rispondere alle domande a loro poste e per firmare autografi.
Il capitano in pensione della U.S. Navy Robert L. Rasmussen è l'attuale direttore del museo che, dotato di buone qualità artistiche, ha scolpito molte delle statue e realizzato molti dei dipinti ad olio ed acquerelli esposti nelle sale del museo. Il Museo è aperto tutti i giorni dalle 9:00 alle 16:00.

## Aerei in mostra
(lista parziale)
- Curtiss A-1 Triad (replica)
- Curtiss F7C Seahawk
- Curtiss F9C Sparrowhawk
- Curtiss NC-4
- Chance-Vought F4U Corsair
- Consolidated PB2Y Coronado
- Douglas A-1 Skyraider
- Douglas A-4 Skyhawk
- Grumman F7F Tigercat
- Grumman F8F Bearcat
- Grumman F-111B
- Grumman F-14A Tomcat
- Grumman J4F Widgeon
- Lockheed S-3 Viking
- Martin AM Mauler
- McDonnell FH-1 Phantom I
- North American RA-5C Vigilante
- North American AJ-2 Savage
- North American T-28C Trojan